# Liste der Naturdenkmale in Sankt Goar
Die Liste der Naturdenkmale in Sankt Goar nennt die im Gemeindegebiet von Sankt Goar ausgewiesenen Naturdenkmale (Stand 13. Mai 2024).

## Naturdenkmale
| Nr.         | Bezeichnung                     | Lage                                                                                         | Beschreibung                              | Bild                                    |
| ----------- | ------------------------------- | -------------------------------------------------------------------------------------------- | ----------------------------------------- | --------------------------------------- |
| ND-7140-062 | Alexandereiche                  | Sankt Goar, südwestlich der Stadt an der K 100; Abteilung Im St. Goarer Wald Lage            | Quercus sp.                               | Direkt Bild zu diesem Denkmal hochladen |
| ND-7140-064 | Eiche auf dem Marktplatz        | Sankt Goar, Marktplatz, vor Nr. 1 Lage                                                       | Quercus petraea                           | mehr Fotos \| Fotos hochladen           |
| ND-7140-065 | Eibe an der Grube Gute Hoffnung | Werlau, nordwestlich des Ortes an der B 9 im Gelände der ehemaligen Grube Gute Hoffnung Lage | Taxus baccata                             | Direkt Bild zu diesem Denkmal hochladen |
| ND-7140-067 | Eiche im Saurasen               | Werlau, südwestlich des Ortes; Flur Im Saurasen Lage                                         | Quercus sp.                               | Direkt Bild zu diesem Denkmal hochladen |
| ND-7140-098 | Felsgruppe Prinzenstein         | Werlau, nordwestlich des Ortes oberhalb der B 9 Lage                                         | Felsformation; flächenhaftes Naturdenkmal | Direkt Bild zu diesem Denkmal hochladen |
| ND-7140-145 | Rotbuche                        | Sankt Goar, Ulmenhof, hinter Nr. 20 Lage                                                     | Fagus sylvatica                           | Direkt Bild zu diesem Denkmal hochladen |

## Ehemalige Naturdenkmale
| Nr. | Bezeichnung                    | Lage                                                                              | Beschreibung                                                  | Bild                                    |
| --- | ------------------------------ | --------------------------------------------------------------------------------- | ------------------------------------------------------------- | --------------------------------------- |
|     | Drei Buchen in Waldabteilung 3 | Sankt Goar, südwestlich der Stadt an der K 100; Abteilung Im St. Goarer Wald Lage | Fagus sylvatica, drei Bäume; Rechtsverordnung 1986 aufgehoben | Direkt Bild zu diesem Denkmal hochladen |
|     | Eiche an der L 213             | Werlau, am westlichen Ortseingang Lage                                            | Quercus sp.; Rechtsverordnung aufgehoben                      | Direkt Bild zu diesem Denkmal hochladen |